# Lightning (ストレイテナーの曲)
「Lightning」（ライトニング）は、日本のバンドストレイテナーの10枚目のシングルである。2009年1月14日発売。発売元はEMIミュージック・ジャパン。

## 概要
- 前作から2ヶ月ぶりとなるシングル。アルバム『Nexus』の先行シングルとなった。
- 初回版にはツアー先行予約用紙付。
- カップリングには過去の楽曲を再アレンジしたものを収録している。
- オリコンのウィークリーチャートでは「SIX DAY WONDER」以来となるトップ10にランクインした。

## 収録曲
1. Lightning(4:28)
作詞・作曲：ホリエアツシ、編曲：ストレイテナー
2. 奇跡の街 -cover version-(5:18)
作詞・作曲：ホリエアツシ、編曲：ストレイテナー
3. COLD SLEEP -cover version-(4:10)
作詞・作曲：ホリエアツシ、編曲：ストレイテナー

## 収録アルバム
1. Lightning
『Nexus』
2. 奇跡の街
「TRAVELING GARGOYLE」、『LOST WORLD'S ANTHOLOGY』（共にオリジナル）
3. COLD SLEEP
シングル『Silent Film Soundtrack』（オリジナル）